# I. Magnus norvég király
I. Magnus Olafsson vagy Jóságos Magnus (1024. áprilisa/júniusa  – 1047. október 25.) Norvégia királya (1035–1047) és az 1042-es örökösödési szerződés alapján Dánia királya (1042–1047) volt.

## Élete
II. (Szent) Olaf törvénytelen fiaként született. A Heimskringla így adja elő: egy éjjel Olaf ágyasa Alhild gyermeket szült (mialatt a király aludt). Kedvelt skaldja, Sigvet látván, hogy a gyermek gyönge, attól tartott hogy meghal, ezért nyomban megkereszteltette, és a Magnus nevet adta neki. Mikor a király felébredt, és meghallotta a történteket, haragra gerjedt, Sigvetet hívatta és így szólt hozzá: "Miért nevezted Magnusnak a gyermeket, holott e nevet népünk nem ismeri?" "Károly király nevére neveztem, mert azt hallottam, hogy ez a legjobb ember a világon" – felelt a szolga. Így terjedt el a név használata egész Északon.
1028-ban el kellett hagynia hazáját, Novgorodban Bölcs Jaroszláv nagyfejedelem udvarában nevelkedett, ahonnan Nagy Kanut halála (1035) után tért vissza. Ugyanazok a norvég nemesek, akik apját elűzték, fellázadtak Knut fia Svend és a dán uralom ellen, visszahívták Magnust és trónra segítették. 1038-ban II. Hardeknuttal kötött egy örökösödési szerződést, hogy amelyikük túléli a másikat, egyesíti a dán és a norvég koronát. Ennek alapján 1042-ben követte őt a dán trónon, bár az alkirállyá kinevezett Svend Estridsen (Estrid, Knut nővérének a fia) is magának követelte a trónt. 1043-ban fontos csatát nyert Dániától délre, Lyrskov Hede mellett, ekkor szerezte melléknevét is. Ugyancsak a Hardeknuttal kötött szerződés alapján magának követelte az angol trónt is, és támadással fenyegette Angliát, de a dániai harcok miatt erre nem került sor. A dánok többsége Magnust támogatta, mert szükségük volt a segítségére Jütland déli részén, a szláv vendek ellen, és Magnus több csatában is legyőzte Svendet. Svend Estridsen ennek ellenére nem adta fel a harcot, és számos összecsapásra került sor. A király Svendet Dánia grófjává nevezte ki. Amikor Magnus nagybátyja, Harald Sigurdsson 1045-ben visszatért Konstantinápolyból, a két férfi egyezséget kötött, hogy közösen uralkodnak. Így 1046-ban meg kellett osztania a norvég trónt Haralddal. 1047-ben III. Anund svéd király segítségével Magnus kiszorította Svendet Dániából. Svend nem tudott elég erőt gyűjteni és Skåne svéd tartományba menekült.

## Halála
Svend scaniai főhadiszállásáról növelte a nyomást Magnuson, de 1046 végére Magnus kiszorította Dániából. 1047. október 25-én azonban Magnus hirtelen meghalt Dániában – Sjællandon vagy Jutlandon –, egy balesetben vagy betegségben - a beszámolók különbözőek. Van olyan változat, amely szerint kiesett az egyik hajóból, amelyeket Anglia meghódításához gyűjtött össze, és megfulladt, egy másik szerint egy lóról esett le, egy harmadik szerint megbetegedett egy hajón és belehalt.  Állítólag Sweynt nevezte meg dániai örököseként és Haraldot Norvégiában; van olyan beszámoló, amely szerint a betegágyán rendelkezett ezekről. Halálával megszakadt Szent Olaf egyenes ági leszármazottjainak uralkodó dinasztiája és csak 1280-ban, II. Erik személyében került újra a trónra, aki Magnus lánytestvérétől származott. A mai Trondheimben (Norvégia) lévő Nidarosi katedrálisban temették el, ahol apja is nyugodott.

## Egyéb
- Magnus egyetlen lánya, Ragnhild Magnusdatter[2] (édesanyja nem ismert) egy norvég nemes felesége lett. Egy leszármazottjuk Orkney grófjának felesége lett, és ezen az ágon Magnus leszármazottja, I. Jakab Skócia királya lett. Az ő leszármazottja volt VII. Keresztély dán király, akivel Magnus vére visszatért a norvég trónra is.
- Magnus halála megszakította II. Olaf vérvonalát. 1280-ban azonban II. Erik lett a norvég király, akinek az anyja Magnus törvényes lánytestvérétől származott.